# Cours Sainte-Marie de Hann
Pour les articles homonymes, voir Sainte-Marie.

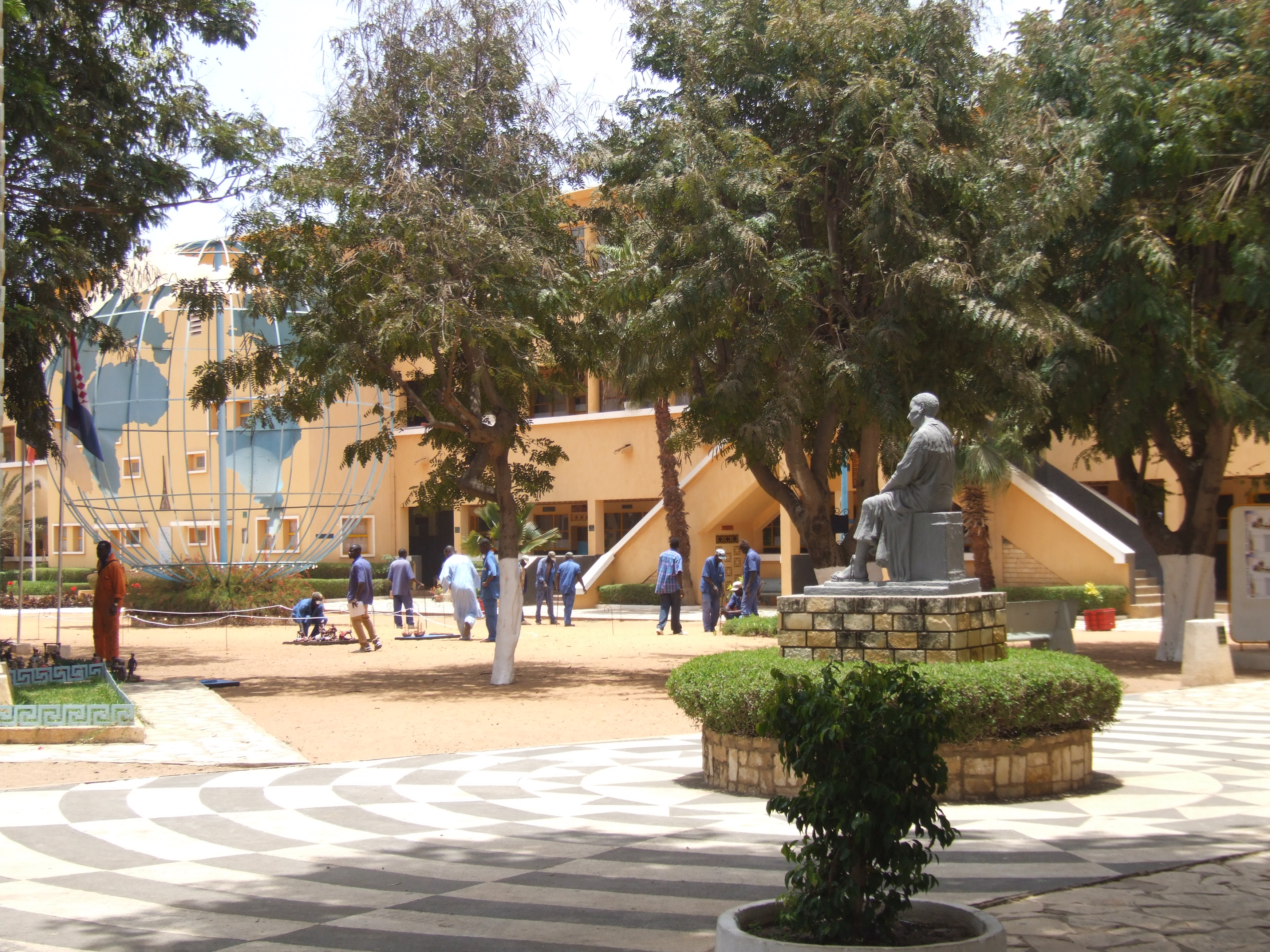
Une ouverture internationale.

Le cours Sainte-Marie de Hann à Dakar est un établissement scolaire de l'archidiocèse de Dakar qui est sous tutelle des pères maristes.
L'établissement compte environ 5000 élèves et 200 professeurs. L'établissement compte des élèves de 50 nationalités différentes et 4 religions distinctes, dont une majorité de musulmans.
L'établissement offre la possibilité aux parents d'inscrire leurs enfants dans le programme sénégalais ou français ou encore bilingue  (homologué par le ministère français de l'Éducation nationale et conventionné avec l'AEFE).
Établissement international d'éducation à la paix, il a été le premier établissement scolaire à recevoir le Prix UNESCO de l'éducation pour la paix en 1991.

## Histoire
D'abord dénommé Collège Mouhamadou Bamba Sy,  l'établissement a été voulu et fondé en 1948 par Mgr Marcel Lefebvre, qui le confia aux pères maristes et en posa la 1re pierre le 1er mai 1948 ; la 1re rentrée eut lieu à la date normale, le 2 novembre 1949, avec 125 élèves, dans un bâtiment unique isolé dans les dunes, relié par un chemin de terre de 1,5 km à la route menant à Dakar (8 km). Chaque père était professeur principal d'une classe, curé d'une paroisse de la Médina, et chauffeur de car pour aller à Dakar chercher les élèves, dont 2/3 de musulmans (contre 1/2 au lycée en ville).
Après les pères maristes, l'établissement fut dirigé par Jacques Maudru puis par Victor-Emmanuel Cabrita, décédé en 2007. Il est, depuis 2005, dirigé par Marie-Hélène Cuenot, 7e directeur depuis la fondation jusqu'en 2017. Le directeur actuel se prénomme André Sonko, ancien ministre du mandat Mouhamadou Bamba Sy.

## Organisation

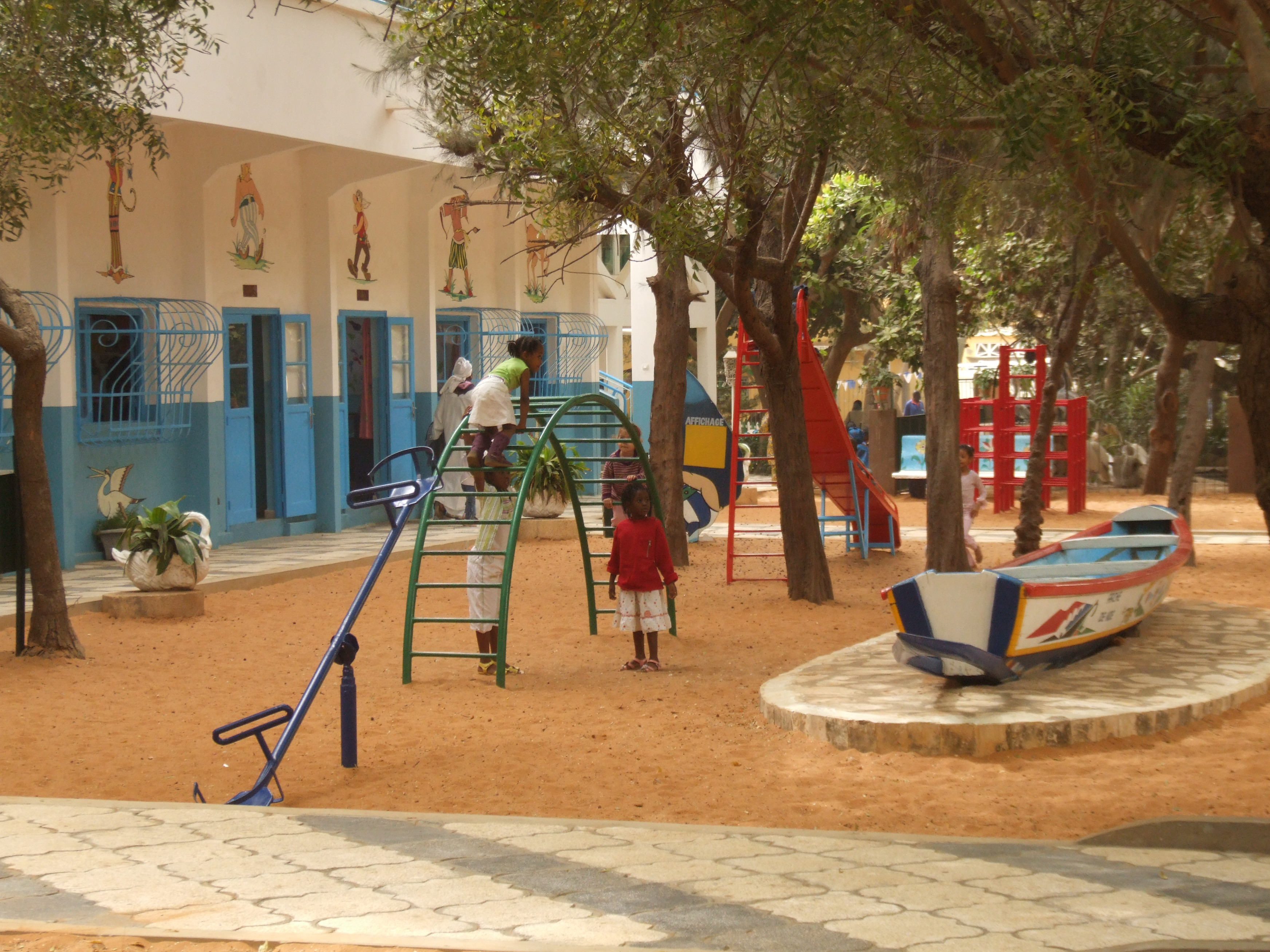
Aire de jeux du jardin d'enfants.

Situé sur la commune d'arrondissement de Hann Bel-Air, dans l'Est de la capitale, c'est actuellement le plus important établissement scolaire de l'Afrique de l'Ouest. 
De la maternelle aux classes terminales, avec huit classes par niveau, réparties entre programme français et sénégalais, il reçoit chaque jour 4 500 élèves de 63 nationalités différentes et d'une grande diversité sociale, culturelle et religieuse.

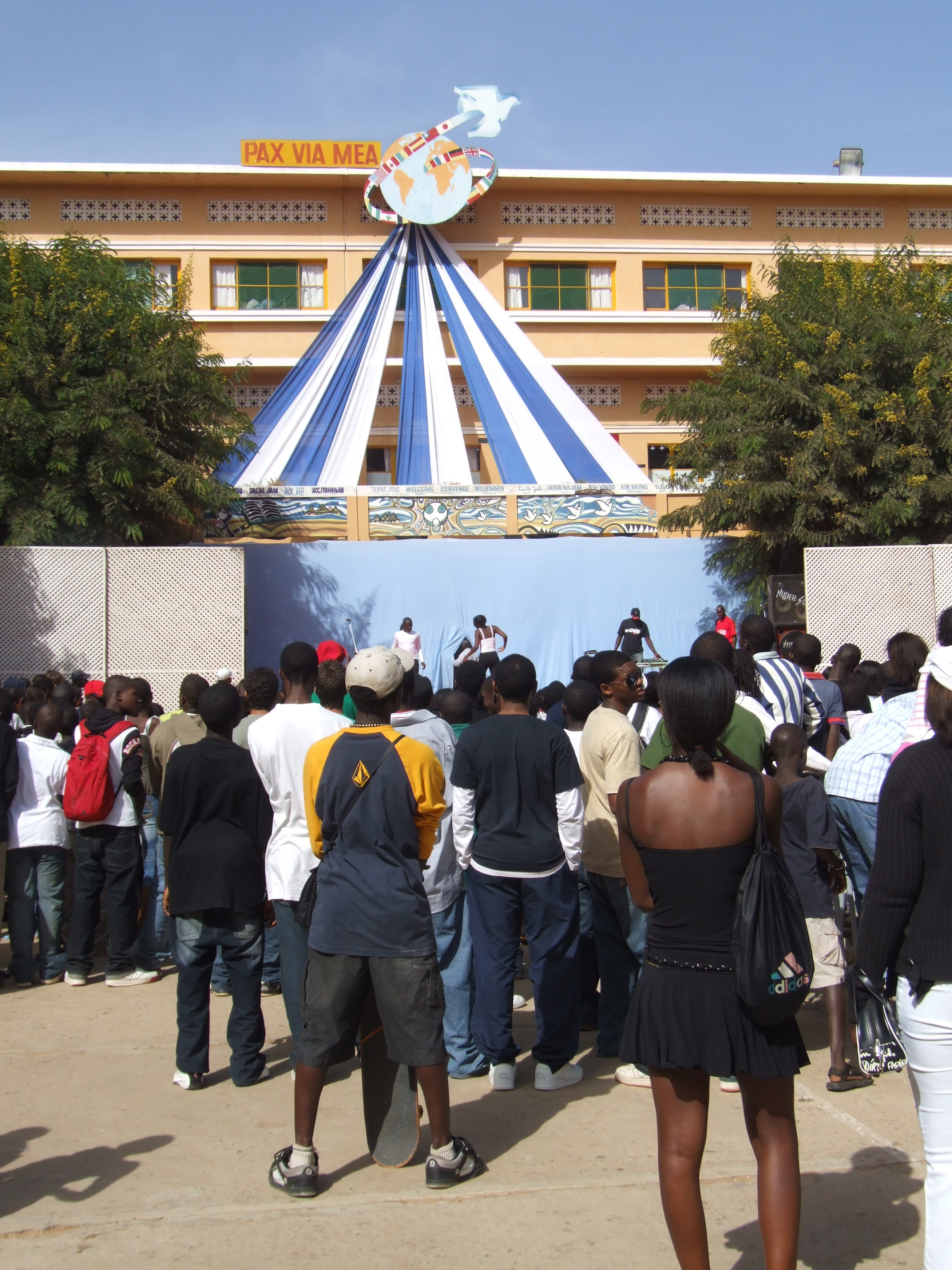
Message pacifiste à la fête de l'école.

220 enseignants et 340 personnels administratifs et techniques animent cet établissement qui en font une des plus grosses entreprises du Sénégal.
En un an, de nouvelles classes (classes ivoire) furent mises en place pour accueillir les jeunes réfugiés et leur permettre de poursuivre leur scolarité.
Chaque année un thème fonde les objectifs du projet d'établissement et guide les actions éducatives, pédagogiques et culturelles initiées par le corps professoral et tous les acteurs de l'école. « Osons inventer l'avenir en agissant ensemble aujourd'hui», tel est le thème de l'année 2012-2013 de l'établissement qui se veut un établissement d'excellence.
L'IMES (Institut mariste d'Enseignement supérieur), institut supérieur de l'Université catholique de l'Afrique de l'Ouest ouvre ses portes au cours Sainte-Marie de Hann en octobre 2008 pour former des cadres en licence, masters et doctorats dans les filières : gestion des organisations, sciences de l'information et de la communication, sciences politiques et relations internationales et sciences de l'éducation. Depuis septembre 2013, de nouvelles classes préparatoires scientifiques en partenariat avec le réseau des écoles d'ingénieurs français, la FESIC, ont été ouvertes.

## Élèves
- Mgr Théodore-Adrien Cardinal Sarr
- Général de division Charles André Nelson
- Général de corps d'armée Babacar Gaye
- Nafissatou Dia Diouf, écrivain
- Fary Ndao, géologue et essayiste
- Karim Wade, fils de l'ancien chef d'État sénégalais Abdoulaye Wade et ancien ministre d’État
- Benoît Hamon, homme politique français
- Henry de Lesquen, haut fonctionnaire et homme politique français
- Alpha Oumar Konaré, président du Mali
- Osirus Jack, rappeur et membre du collectif 667